# The Spiderwick Chronicles (TV-serie)
The Spiderwick Chronicles är en amerikansk action- och äventyrsdramaserie som hade premiär på The Roku Channel den 19 april 2024. Serien är baserad på bokserien Spiderwick av Tony DiTerlizzi och Holly Black. Den är skapad av Kathleen Shugrue och första säsongen består av åtta avsnitt.
Serien var tidigare planerad att släppas på Disney+ under 2023 och bestå av sex avsnitt.

## Handling
Serien kretsar kring familjen Grace som består av tvillingbröderna Jared och Simon, systern Mallory och deras mamma Helen. När de flyttar in i ett gammalt släkthus så upptäcker de en värld av älvor som existerar parallellt med deras egen.

## Rollista (i urval)
- Christian Slater – Mulgarath
- Jack Dylan Grazer – Thimbletack
- Lyon Daniels – Jared Grace
- Noah Cottrell – Simon Grace
- Joy Bryant – Helen Grace
- Mychala Lee – Mallory Grace
- Momona Tamada – Emiko
- Alyvia Alyn Lind – Calliope
- Hunter Dillon – Hatcher
- Arlene Duncan – Melvina
- Patty Guggenheim – Stacy Varnov
- Mellany Barros – Bree